# Kongregace sester pomocnic

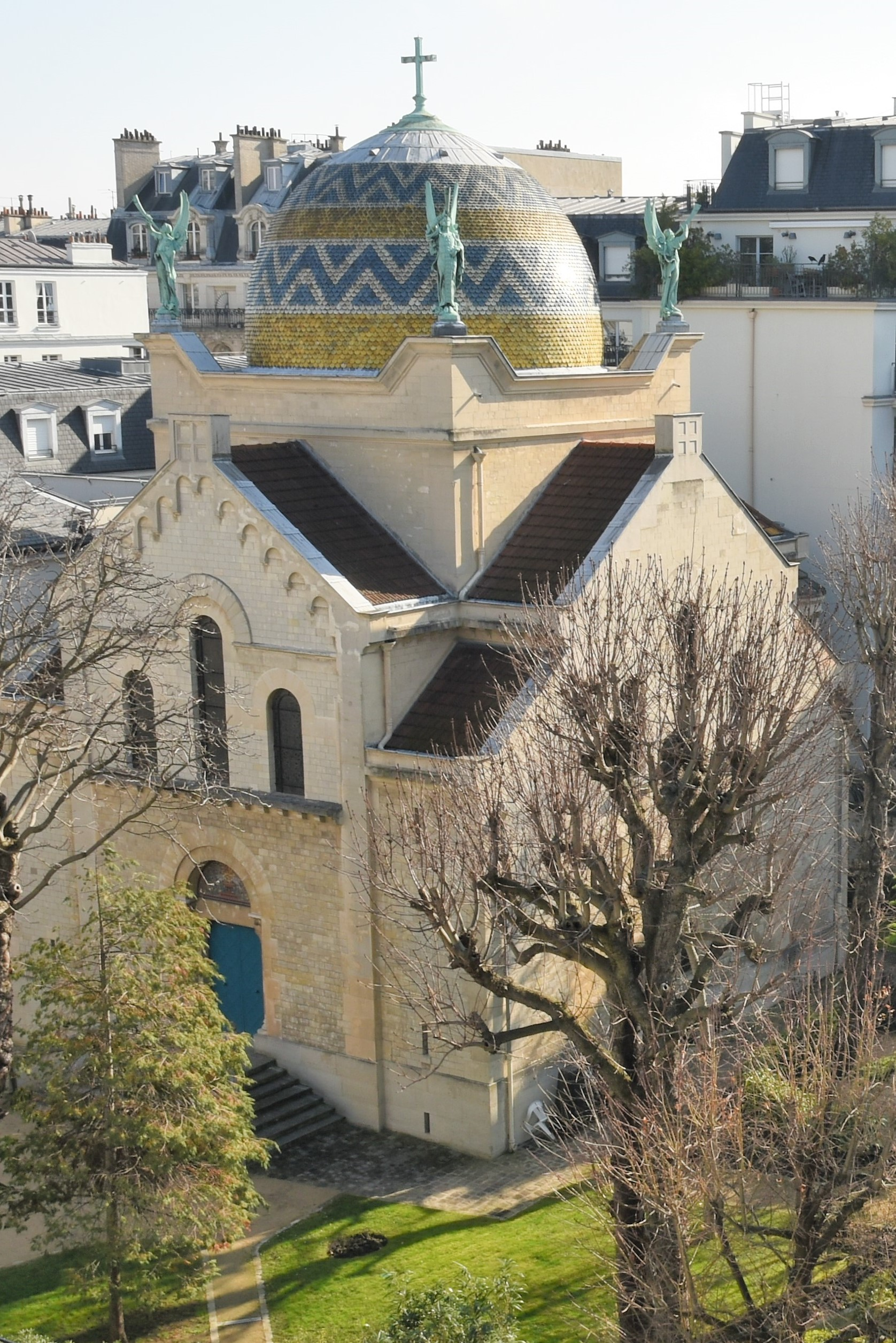
Kaple sester pomocnic v Paříži

Kongregace sester pomocnic (francouzsky Societé des Auxiliatrices des âmes du Purgatoire, latinsky Instituti Sororum auxiliatricum animarum in Purgatorio degentium, tj. Kongregace sester pomocnic duší v očistci, zkratka SA) je ženská římskokatolická kongregace založená v roce 1856 v Paříži.

## Historie
V roce 1853 založila Eugénie Smet (1825-1871) sdružení věřících, které se zavázaly modlit se za duše v očistci. Na radu Jana Vianneye Eugénie přeměnila svou komunitu na řeholní kongregaci, která byla ustavena 19. ledna 1856 v Paříži. Kongregace získala diecézní schválení 16. září 1858 a decretum laudis 6. srpna 1869. Stanovy vypracované podle vzoru Tovaryšstva Ježíšova byly schváleny Svatým stolcem 25. června 1878. V letech 1873-1876 byla v Rue Saint-Jean-Baptiste-de-La-Salle vybudována jejich vlastní kaple.

## Rozšíření
- Evropa: Belgie, Francie, Itálie, Maďarsko, Německo, Rakousko, Rumunsko, Spojené království, Španělsko, Švýcarsko.
- Amerika: Kanada, Kolumbie, Mexiko, Nikaragua, Salvador, USA.
- Asie: Čína, Indie, Japonsko.
- Afrika: Čad, Kamerun, Rwanda.

V roce 2017 čítala kongregace 514 sester ve 104 domech.

## Spiritualita
Spiritualita, duchovní život komunity, je utvářena osobou a cíli svatého Ignáce z Loyoly, zakladatele jezuitského řádu, a proto se nazývá „ignaciánská spiritualita“.
Charakteristické pro spiritualitu pomocnic zaměřenou především na jednotlivce, na individuálního člověka je:
- středem zájmu je Ježíš Kristus a následování Ježíše,
- ocenění individuální formace prostřednictvím vzdělávání, meditace, duchovních cvičení, duchovního vedení.

Mottem je „Ve všem hledej Boha“: Každodenní život členek je utvářen myšlenkou, že lidé se mohou setkávat s Bohem i při světských činnostech a v každodenní zkušenosti.